# Angelonia
Angelonia là chi thực vật có hoa trong họ Plantaginaceae.

## Phân bố
Các loài trong chi này có trong khu vực từ Trung Mỹ và các đảo trong biển Caribe kéo dài đến Nam Mỹ, bao gồm Argentina (đông bắc và tây bắc), Belize, Bolivia, Brasil (bắc, đông bắc, nam, đông nam, trung tây), Colombia, Costa Rica, Cuba, Cộng hòa Dominica, El Salvador, Guatemala, Guyana, Haiti, Honduras, Jamaica, quần đảo Leeward, Mexico (đông bắc, trung, đông nam, tây nam, vùng vịnh), Nicaragua, Panama, Paraguay, Peru, Uruguay, quần đảo Windward; nhưng đã du nhập vào châu Phi, Nam Á, Đông Nam Á và một số nơi khác (bao gồm quần đảo Andaman, Bangladesh, Borneo, quần đảo Cook, Ecuador, Fiji, quần đảo Gilbert, Guinea, Ấn Độ, Kenya, Lào, Madagascar, Marquesas, Mauritius, Myanmar, New Caledonia, Niue, quần đảo Pitcairn, Puerto Rico, Rodrigues, Réunion, Samoa, quần đảo Society, Sri Lanka, Suriname, Thái Lan, Tokelau-Manihiki, Trinidad-Tobago, Vanuatu, Venezuela, Việt Nam).

## Đặc điểm
Là cây thân thảo hay cây bụi dạng gần như cây leo bám.  Lá mọc đối hoặc hiếm khi gần đối, mép thường có răng cưa. Hoa đơn hoặc thành đôi ở các nách lá trên, thường mọc thành chùm. Đài hoa 5 thùy. Tràng hoa với khoang hay túi rất đặc trưng ở môi dưới của tràng hoa, làm cho chi này trở thành rất dễ phân biệt. Tràng hoa 5 thùy, thùy tỏa rộng và tròn, môi dưới có một khoang. Nhị hoa 4, chia thành 2 cặp nhị so le; bao phấn 2 bọc. Bộ nhụy với bầu nhụy hình cầu hay elipxoit, 2 ngăn; vòi nhụy nhọn. Quả là quả nang hình cầu hoặc hình trứng, hai mảnh vỏ, chẻ ngăn. Hạt nhiều, áo hạt với màng rỗ trong suốt.

## Các loài
Khoảng 30 loài đặc hữu Tân Thế giới, đặc biệt tại Brasil. Hai loài (A. biflora và A. angustifolia) đã du nhập và được gieo trồng tại vùng nhiệt đới Cựu Thế giới vì có hoa đẹp, trong đó A. biflora đã phù hợp với thủy thổ ở một số nơi. Danh sách loài dưới đây lấy theo Plants of the World Online:
- Angelonia acuminatissima Herzog, 1916
- Angelonia alternifolia V.C.Souza, 1997
- Angelonia angustifolia Benth., 1846
- Angelonia arguta Benth., 1846
- Angelonia biflora Benth., 1846
- Angelonia bisaccata Benth., 1846
- Angelonia blanchetii Benth., 1846
- Angelonia campestris Nees & Mart., 1821
- Angelonia chiquitensis Herzog, 1916
- Angelonia ciliaris B.L.Rob., 1910
- Angelonia cornigera Hook., 1841
- Angelonia crassifolia Benth., 1846
- Angelonia eriostachys Benth., 1846
- Angelonia goyazensis Benth., 1846
- Angelonia grandiflora C.Morren, 1847
- Angelonia hookeriana Gardner ex Benth., 1846
- Angelonia integerrima Spreng., 1827 (gồm cả A. hassleriana)
- Angelonia leandrii J.Kickx f., 1839
- Angelonia linarioides Taub., 1895
- Angelonia minor Fisch. & C.A.Mey., 1839
- Angelonia parviflora Barringer, 2010
- Angelonia pilosella J.Kickx f., 1839 (gồm cả A. cubensis).
- Angelonia pratensis Gardner ex Benth., 1846
- Angelonia procumbens (Schrad.) Nees & Mart., 1823
- Angelonia pubescens Benth., 1836
- Angelonia salicariifolia Bonpl., 1812 (gồm cả A. evitae, A. gardneri và A. hirta).
- Angelonia serrata Benth., 1846
- Angelonia tomentosa Moric. ex Benth., 1846
- Angelonia verticillata Philcox, 1980